# Bataille de Kufit
Guerre éthio-mahdiste
Batailles
La bataille de Kufit a opposé les troupes éthiopiennes aux mahdistes soudanais le 23 septembre 1885. Il s'agit du premier affrontement de la guerre entre les deux armées. Les forces éthiopiennes, menées par le ras Alula Engida remportent la victoire face aux soldats d'Osman Digna.